# Katern

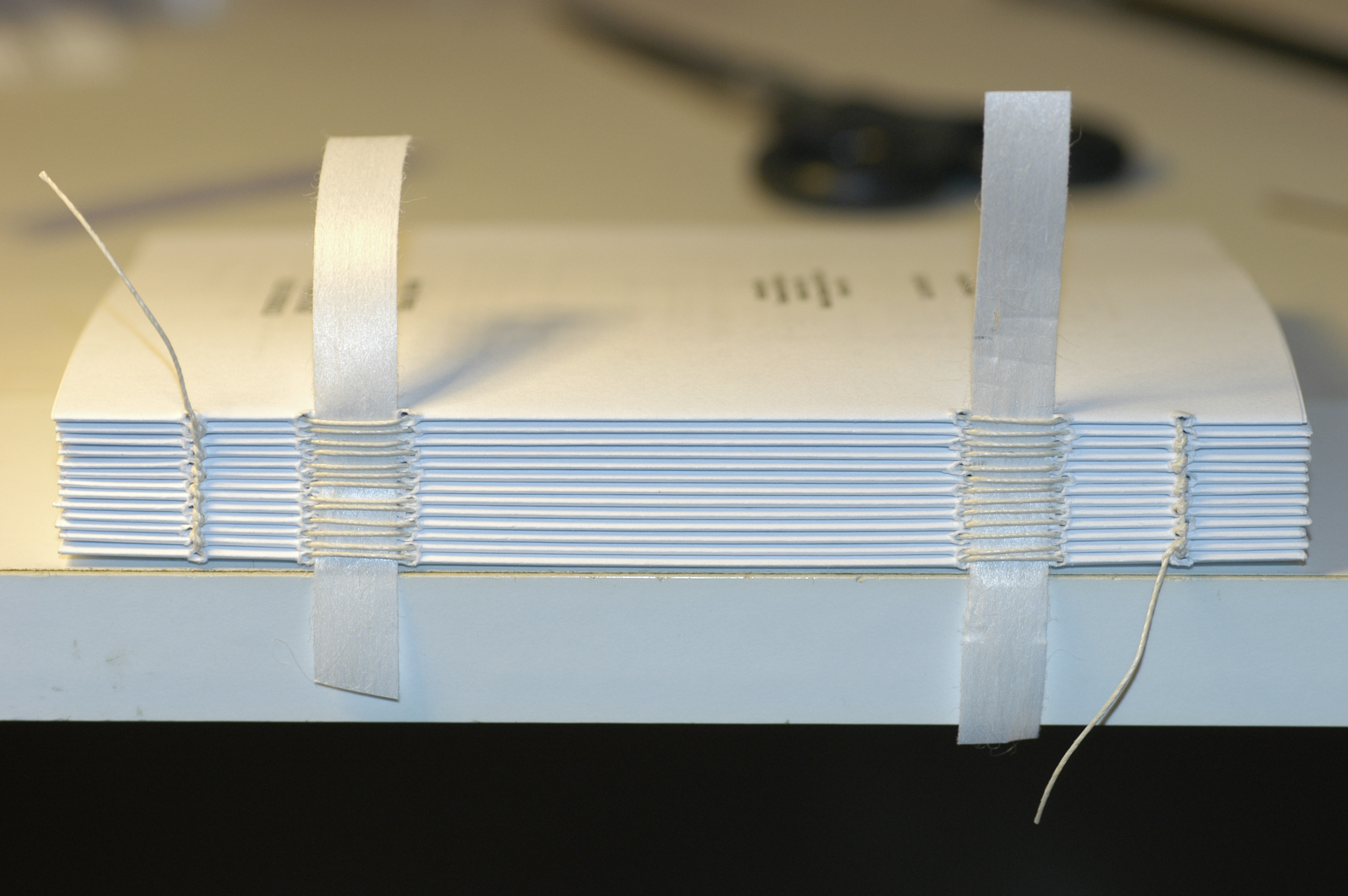
Meerdere katernen worden ingebonden voor een boek

In zijn algemene betekenis is een katern een verzameling van een aantal in elkaar geschoven gevouwen bladen perkament of papier die de basiseenheid vormen bij het binden van een boek of een brochure. In de terminologie van de boekbinderij is een katern wat verkregen wordt door één folium of plano-vel voor drukwerk opeenvolgend een aantal maal te vouwen volgens het zogenoemde inslagschema. Vaak wordt het vel telkens doormidden gevouwen; het aantal pagina's van een katern is dan een macht van 2. Bij de productie van een boek wordt een aantal vellen gedrukt en vervolgens tot katernen gevouwen. Dan worden deze katernen in een bindstraat verzameld tot een boekblok of codex, waaromheen een omslag wordt gelijmd. Als het vel meer dan eenmaal is gevouwen, komen de pagina's pas los van elkaar als het boek wordt gesneden. Vroeger werden ook wel boeken verkocht waarvan de pagina's nog niet van elkaar waren losgesneden. In Frankrijk wordt dit vaak nog gedaan.

## Geschiedenis
Het werken met katernen is ontstaan uit het gebruik van perkament. Perkament werd gemaakt uit dierenhuiden en als het vel perkament klaar was voor gebruik werd het een of meerdere keren geplooid om het op het gewenste formaat te brengen. Hieruit ontstonden de boekformaten als het in folio (2°) beter bekend als de foliant, in quarto (4°), in octavo (8°),  in duodecimo (12°) enzovoort. De namen van het formaat zijn afgeleid van het aantal resulterende folia in het door vouwen gevormde katern. Gezien de maximale grootte van het vel perkament dat uit een huid kon worden vervaardigd ongeveer vastlag, was het boekformaat dat door het vouwen ontstond ook min of meer vast. En foliant was dus het grootste boekformaat, het in quarto formaat was maar half zo groot enzovoort. 
Men kon katernen ook samenstellen door meerdere bifolia in elkaar te schuiven en zo te verzamelen in een katern. Op die manier kunnen katernen ontstaan die niet door het doormidden vouwen van perkament of papier kunnen gerealiseerd worden zoals een quinion (quintinion) bestaande uit vijf bifolia of het trinion (ternion) met drie bifolia. In de middeleeuwen werd deze techniek voor het samenstellen van katernen vrij algemeen gebruikt en als het katern ontstond door vouwen werd het alleszins voor het beschrijven of het schilderen van de miniaturen open gesneden. Het bifolium was de werkeenheid van de schrijver en de illuminator.
Het formaat gaf ook een zekere status mee aan het boek. Zo was het Houwelijck van Jacob Cats in 1647 te koop in twee edities. De in kwarto versie kostte vijf gulden terwijl de duodecimo-editie slechts één gulden en vier stuivers kostte, met andere woorden slechts een vierde van de grotere uitgave.

## Bifolium
Als een bedrukt of beschreven vel papier eenmaal is gevouwen, wordt dit een bifolium of abusievelijk ook wel bifolio genoemd. Een bifolium telt twee folia of vier bladzijden. Als de bladen in een boek of manuscript niet per bladzijde zijn genummerd, dan wordt gesproken van folia. De twee kanten van een folium worden aangeduid met recto en verso.

## Quaternion
Een quaternion in de boekbinderij - niet te verwarren met het wiskundige begrip quaternion - bestaat uit vier bifolia samengevoegd tot één katern. Het quaternion heeft geen direct verband met het boekformaat in quarto, ook in een foliant kunnen de katernen uit vier bifolia bestaan en dus quaternions zijn en om een quaternion te vormen door vouwen van het blad moet het niet tweemaal, maar driemaal gevouwen worden. In handschriften vervaardigd uit perkament was het quaternion het meest gebruikte formaat om het boek samen te stellen, maar er werden even goed binions, trinions en quinions gebruikt. Het is van de term quaternion of quatern dat het woord katern is afgeleid. Een quaternion noemt men soms ook een kwarto-in-achten.

## Hulp bij het inbinden
Een aantal katernen, elk bijvoorbeeld 16 pagina's, wordt tot een boek gebonden. Vaak worden onderaan de eerste pagina van elk katern gegevens gedrukt om ervoor te zorgen dat de juiste katernen in de juiste volgorde worden gebonden. Daar staan dan de titel van het boek - vaak afgekort - en het nummer van het katern. Onderaan pagina 17 van Max Havelaar staat dan "M.H. 2", onderaan pagina 33 "M.H. 3". Deze gegevens zijn dus niet voor de lezer bestemd. Ze zijn restanten van het productieproces.

## Krant
De term katern wordt ook gebruikt om een gedeelte van een krant of tijdschrift mee aan te duiden. Ook hier geldt dat een bedrukt vel papier meestal vier pagina's telt. Soms is in het katern een kleiner vel papier tussengevoegd dat slechts twee pagina's telt.

## Boekformaat
Verschillende boekformaten zijn te herleiden tot het vouwen van een vel perkament of papier tot een katern. Achtereenvolgens:
FolioEenmaal doormidden gevouwen, twee folia, vier pagina's (bijvoorbeeld 50 x 32 cm)
KwartoTweemaal doormidden gevouwen, vier folia, acht pagina's (circa 32 x 25 cm)
OctavoDriemaal doormidden gevouwen, acht folia, zestien pagina's (circa 25 x 16 cm).
Uitgaande van eenzelfde vel papier wordt het boekformaat steeds kleiner, wat tot gevolg heeft dat het boek dikker wordt en/of in verschillende delen moet worden gesplitst.
Bij oude boeken gedrukt op papier kan men uit de loop van de kettinglijnen en de waterlijnen afleiden hoe het katern werd gevouwen. Als de kettinglijnen verticaal lopen gaat het over folio of octavo, lopen ze horizontaal heeft men te doen met kwarto of duodecimo.